# Michael Jefferson Nascimento
Michael Jefferson Nascimento, o simplemente Michael, es un jugador brasileño que tras una larga campaña de 9 años por muchos clubes de Brasil juega actualmente desde 2008 en Japón, siendo su actual equipo el Albirex Niigata de la J1. 

## Trayectoria
Michael despuntó en las categorías inferiores del CA Juventus, pero su primer contrato profesional lo firmó con el São Caetano, y desde entonces ha pasado por clubes importantes de Brasil como el Corinthians, el Coritiba o Avaí. Una de sus mejores campañas fue cuando llevó al modesto Gurantinguetá a la primera posición en la primera fase del Campeonato Paulista de 2008, quedando eliminados en semis por el Ponte Preta. Tras una breve cesión en el Coritiba, Michael decidió aceptar ofertas de Japón, en concreto del JEF United, donde el técnico escocés Alex Miller enseguida quedó prendado de su capacidad ofensiva y de su habilidad como creador de juego. Sin embargo, la temporada 2009 fue muy mala para Michael, jugando poco y en bajo estado de forma física y mental. El JEF rescindió su contrato a final de temporada, pero Hisashi Kurosaki confiaba en su juego y le fichó, formando una gran pareja con Marcio Richardes, y siendo un jugador fundamental en su esquema ofensivo. 

## Estilo de juego
Mediapunta o enganche con mucha calidad técnica, desborde y cierta llegada. Su punto fuerte es su creatividad, siendo el jugador que hace jugar al equipo. 

## Trayectoria
Juvenil
- 1997-1999 CA Juventus

Profesional
- 1999-2001 AD São Caetano  19 partidos (1 gol)
- 2002 Corinthians  11partidos (3 goles)
- 2003 CRAC  22 partidos (3 goles)
- 2004 Grêmio Barueri
- 2005 Avaí  ( Cedido)
- 2006 Grêmio Barueri 
  - 2006Fortaleza EC
- 2007Guaratinguetá 
  - 2007Ponte Preta  19 partidos (1 gol) ( Cedido)
- 2008 Guaratinguetá 
  - 2008 Coritiba  11 partidos (3 goles) ( Cedido)
- 2008/6-2009 JEF United
- 2010- Albirex Niigata

## Estadísticas
A 26 de noviembre de 2011.
| Temporada | Equipo     | Dorsal | División | Liga        | Liga     | Copa de la Liga | Copa de la Liga | Copa           | Copa           | Total       | Total |
| Temporada | Equipo     | Dorsal | División | Apariciones | Goles    | Apariciones     | Goles           | Apariciones    | Goles          | Apariciones | Goles |
| --------- | ---------- | ------ | -------- | ----------- | -------- | --------------- | --------------- | -------------- | -------------- | ----------- | ----- |
| Japón     | Japón      | Japón  | Japón    | J.League    | J.League | Copa Nabisco    | Copa Nabisco    | Copa Emperador | Copa Emperador | Total       | Total |
| 2008      | JEF United | 44     | J1       | 10          | 1        | 0               | 0               | 1              | 0              | 11          | 1     |
| 2009      | JEF United | 19     | J1       | 12          | 2        | 3               | 0               | 0              | 0              | 15          | 2     |
| 2010      | Albirex    | 8      | J1       | 27          | 4        | 6               | 2               | 2              | 0              | 35          | 6     |
| 2011      | Albirex    | 10     | J1       | 30          | 6        | 3               | 2               | -              | -              | 33          | 8     |
| Total     | Japón      | Japón  | J1       | 79          | 13       | 12              | 4               | 3              | 0              | 94          | 20    |
| Total     | Total      | Total  | Total    | 79          | 13       | 12              | 4               | 3              | 0              | 94          | 20    |

## Palmarés

### Clubes
- 1999-2001 AD São Caetano
  - 2000- Campeonato Paulista Sèrie A2 Campeón 
  - 2000- Campeonato Brasileño de Serie A Subcampeón 
  - 2001- Campeonato Brasileño de Serie A Subcampeón

- 2002 Corinthians
  - 2002- Copa do Brasil Campeón
- 2003-2004 CRAC
  - 2004- Campeonato Goiano Campeón
- 2004 y 2006 Grêmio Barueri
  - 2006- Campeonato Paulista Sèrie A2 Campeón